# بحيرة البقرة السوداء
بحيرة البقرة السوداء (بالفارسية دریاچه سیاه گاو)؛ هذه البحيرة الجميلة هي بحيرة التوأم الوحيدة في إيران، وتعد في الوقت نفسه من المعالم الطبيعية النادرة في العالم، وتبلغ مساحتها ثلاثة هكتارات.
تحيط بهذه البحيرة، سهول وجبال مرتفعة نسبياً؛ مما يضفي عليها منظراً خلاباً في فصلي الربيع والخريف. هذا ووجود مروج زهورٍ في جوار هذه البحيرة وفضلاً عن أحياء مائية هناك، زادت من جماليات وجاذبيات البحيرة.
بحيرة البقرة السوداء، وبفعل وجود ممر ضيق يبلغ طوله 70 متراً وعرضه 8 امتار وعمقه 4 امتار، يتم تقسيمها إلى بحيرتين اثنتين، حيث يربط هذا الممر هذين الجزئين ببعضهما البعض؛ مما جعل البحيرة مَعلماً طبيعياً يتوافد عليها السياح ومحبو الطبيعة من داخل المحافظة وخارجها.
البحيرة الأولى على شكل بيضوي وتجري فيها المياه العذبة الصافية، حيث يطالعنا عمق هذا الجزء من البحيرة، والذي يشبه حوض سمك.
ان السبب الرئيس في صفاء ماء البحيرة يعود إلى استيعابه كميةً كبيرةً من الزئبق. كما تصبّ المياه الصافية والعذبة للبحيرة الأولى في الثانية لتشكّل ظاهرةً طبيعية فريدة من نوعها في العالم.

## سبب التسمية
هذه البحيرة وبسبب سواد مياهها تُسمى كذلك «بحيرة الماء الأسود». وجاءت تسمية البحيرة هذه بـ«البقرة السوداء» نظراً من ان منظرها يشبه «قَرْنَ البقرة».